# Marie Madeleine Yvonne de Bourbon-Busset

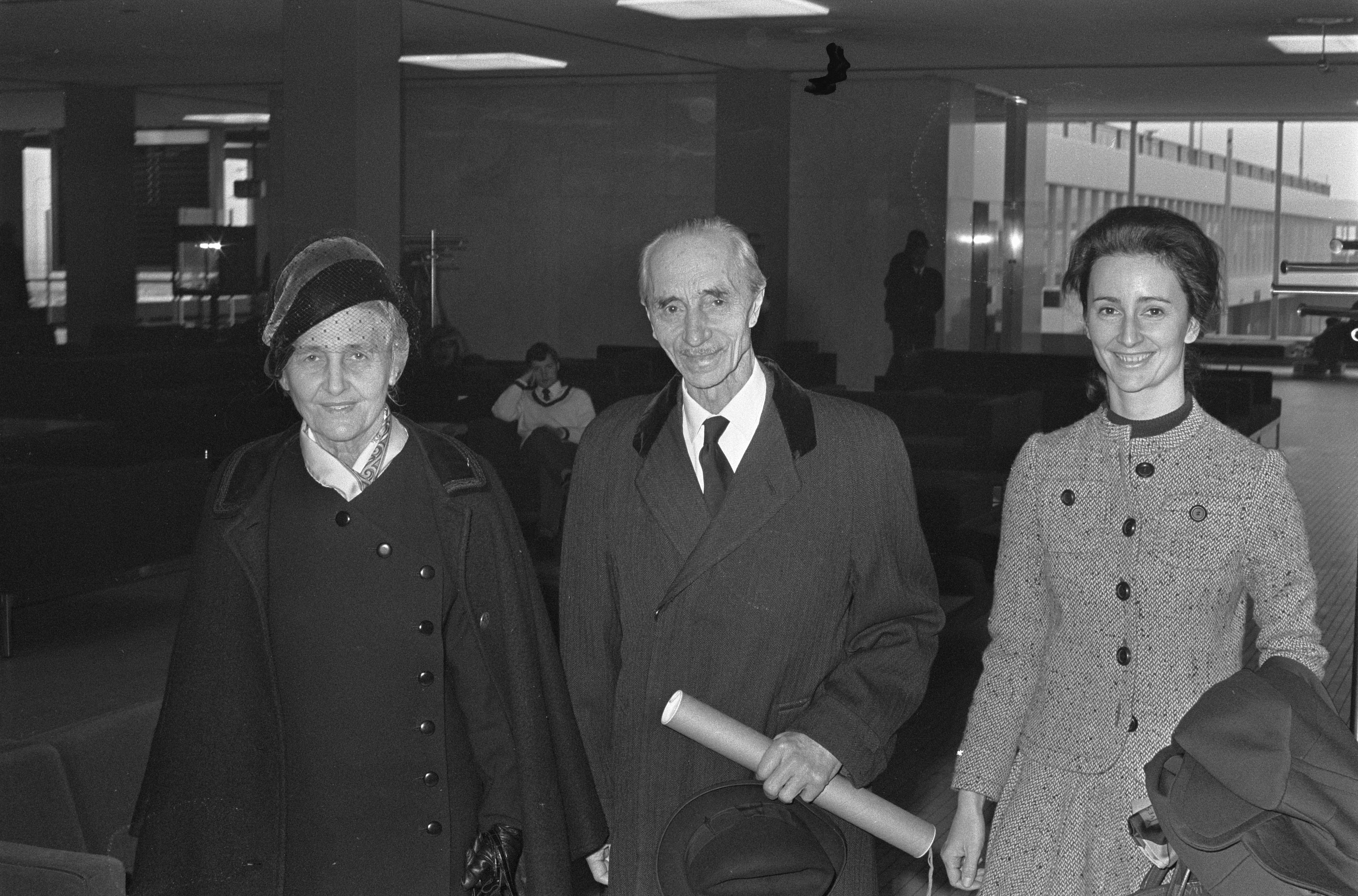
Prinses Madeleine met haar echtgenoot prins Xavier en hun dochter prinses Maria de las Nieves (januari 1970)

Marie Madeleine Yvonne de Bourbon-Busset (Parijs, 23 maart 1898 – Parijs, 1 september 1984) was (sinds 1974) hertogin van Parma en tevens carlistisch koningin van Spanje (sinds 1952) door haar huwelijk met Xavier van Parma, carlistisch pretendent van de Spaanse troon.

## Biografie
Zij behoorde tot een jongere tak van de Bourbon-Busset: haar vader was Georges, graaf van Lignières en een afstammeling van Lodewijk van Bourbon, en haar moeder Marie Jeanne de Kerret de Quillien. Prins Xavier, een zoon van Robert van Parma, en Madeleine huwden op 12 november 1927 in Lignières, Frankrijk. 
In 1936 benoemde Alfonso Carlos de Borbón, het laatste onbetwiste hoofd van de carlistische beweging, haar echtgenoot Xavier tot regent.
Xavier en Madeleine hadden zes kinderen:
- Maria Francisca (19 augustus 1928), trouwde met prins Eduard van Lobkowicz (1926–2010)
- Carel Hugo, hertog van Parma (8 april 1930 – 18 augustus 2010), trouwde met prinses Irene der Nederlanden (1939)
- Maria Teresa (28 juli 1933 – 26 maart 2020)
- Cecilia (12 april 1935 - 1 september 2021)
- Maria de las Nieves (29 april 1937)
- Sixtus Hendrik (22 juli 1940)